# یاروسلاو دروبنی
 یاروسلاو دروبنی (انگلیسی: Jaroslav Drobný؛ زاده ۱۲ اکتبر ۱۹۲۱ درگذشته ۱۳ سپتامبر ۲۰۰۱) یک تنیس‌باز اهل چکسلواکی بود.